# Wydział Chemii Stosowanej Uniwersytetu Radomskiego
Wydział Chemii Stosowanej Uniwersytetu Radomskiego – jeden z ośmiu wydziałów Uniwersytetu Radomskiego, kształcący w dyscyplinach inżynieria chemiczna oraz nauki o zarządzaniu i jakości. Utworzony z dniem 1 października 2019 roku w związku z likwidacją dotychczasowego Wydziału Materiałoznawstwa, Technologii i Wzornictwa jako Wydział Inżynierii Chemicznej i Towaroznawstwa. Z dniem 1 stycznia 2024 roku przekształcony w Wydział Chemii Stosowanej. 

## Kierunki kształcenia
Dostępne kierunki:
- Bezpieczeństwo i higiena pracy (studia I i II stopnia)
- Bezpieczeństwo i jakość produkcji żywności (studia I stopnia)
- Menedżer produktu (studia I stopnia)
- Projektowanie i wytwarzanie kosmetyków (studia I stopnia)
- Technologia chemiczna (studia I i II stopnia)
- Towaroznawstwo (studia I i II stopnia)

## Władze Wydziału
W kadencji 2020–2024:
| Stanowisko | Imię i nazwisko               |
| ---------- | ----------------------------- |
| Dziekan    | dr hab. inż. Marcin Kostrzewa |
| Prodziekan | dr hab. inż. Paweł Religa     |

## Struktura organizacyjna
| Katedra                                    | Kierownik katedry                          |
| ------------------------------------------ | ------------------------------------------ |
| Katedra Chemii Przemysłowej                | prof. dr hab. inż. Małgorzata Kowalska     |
| Katedra Nowych Technologii i Materiałów    | dr hab. inż. Marcin Kostrzewa, prof. URad. |
| Katedra Bezpieczeństwa i Chemii Środowiska | dr hab. inż. Paweł Religa, prof. URad.     |